# Холостий хід
Холостий хід (яловий хід, англ. idling) — рух машини, за якого вона не виконує корисної роботи. Інакше — холостий хід означає роботу системи або машини без виконання роботи, для якої вона призначена. 
Холостий хід також наприклад, стосується роботи двигуна транспортного засобу, коли автомобіль не рухається. Це зазвичай трапляється, коли водії зупиняються на червоне світло, чекають припаркувавшись біля офісу чи помешкання, або іншим чином стоять із запущеним двигуном.

## Техніка
Системи часто вимагають певного часу запуску, поки всі параметри не досягнуть бажаних значень (наприклад, температури, також відомої як робоча температура).
У техніці холостий хід використовується у разі, коли неможливо з будь-яких причин вимикати двигун за відсутності потреби в передаванні енергії. Зазвичай це пов'язано з тим, що двигуни внутрішнього згоряння, які застосовуються, можуть віддавати потрібну потужність лише у разі досягнення деякої певної кількості обертів. Для вимкнення навантаження двигун від'єднується від споживача за допомогою особливих механічних пристроїв. Наприклад, в автомобілях для цього призначене зчеплення, в автоматичних коробках передач зв'язок відбувається через гідротрансформатор, у верстатах можуть застосовуватися різні фрикціони.

## Електроніка
В електроніці, холостий хід розуміється як напруга між виводами схеми за нескінченно великого опору між ними (розрив електричного кола), тобто відсутній робочий струм. Застосовується до джерел енергії або до пристроїв, що мають вихід, який приєднується до інших елементів системи. Зокрема, напруга холостого ходу джерела струму є одним з його основних показників (нарівні з імпедансом). Також напруга холостого ходу широко застосовується при розрахунках електричних кіл, наприклад, у теорії чотириполюсників.

## Електротехніка
Докладніше: Режим холостого ходу (електротехніка)
В електротехніці, режимом холостого ходу називають обертання, наприклад турбогенератора на електростанції без його достатнього навантаження, що може призвести до розгону і руйнування дуже вартісної електромашини, тож у цьому разі застосовується миттєвий його захист — негайна зупинка шляхом перекривання особливими клапанами стисненої пари яка подається на парову турбіну.
Силовий трансформатор, котрий перебуває без навантаження але під напругою, також працює в холостому режимі, тож в паспортних даних, окремо наводять показники його роботи в такому стані (втрати, тощо).
Дизель-генератор, котрий працює без відповідного електричного навантаження (в режимі холостого ходу), також може піти «врозліт», тож робота генераторів змінного струму з приводом від двигуна внутрішнього згоряння, допускається з навантаженням не менше 40%.

## Програмування
Холостий хід процесора програмується в багатьох мовах асемблера командою NOP.